# Мифтахов, Риф Файзрахманович
Риф Файзрахманович Мифтахов (17 сентября 1939, д. Кинзебулатово, Ишимбаевский район, БАССР — 22 апреля 2020) — башкирский поэт-песенник, поэт-сатирик, переводчик, исследователь творчества Рашита Назарова. Его стихотворение «Ғәзиз ерем — Ишембай» с 2011 года стало гимном муниципального района Ишимбайский район Республики Башкортостан.
Заслуженный работник культуры Республики Башкортостан, член Союза писателей Республики Башкортостан, член Союза журналистов Российской Федерации и член Союза кинематографистов Башкортостана.
«Почетный гражданин муниципального района Ишимбайский район» (2014).

## Образование
Окончил Ишимбайскую среднюю школу-интернат в 1958 году.
После прохождения службы в армии окончил Башкирский государственный университет (ныне Уфимский университет науки и технологий).

## Работа
После окончания БашГУ (ныне Уфимский университет науки и технологий) Риф Мифтахов работал учителем в школах. В 1968—1974 годы редактор Башкирского книжного издательства, позже — специальный корреспондент республиканской газеты «Совет Башкортостаны». Затем трудился в системе Министерства культуры республики, Госкомитете Башкирской АССР по телевидению и радиовещанию, редакциях журналов «Агидель» и «Хэнэк».

## Книги
- Треугольные письма. Стихи. Уфа, Башкнигоиздат, 1972 (на баш. яз.).
- Дерево жизни. Стихи. Уфа, Башкнигоиздат, 1974 (на баш. яз.).
- Сокровенное. Стихи. Уфа, Башкнигоиздат, 1979 (на баш. яз.).
- Простое чудо. Стихи. Уфа, Башкнигоиздат, 1982, 111 с (на баш. яз.); М., «Современник», 1983, 72 с (на рус. яз.).
- Смелый джигит — гордость страны. Стихи, поэма. Уфа, Башкнигоиздат, 1986 (на баш. яз.).
- Жаждать. Стихи и поэма. Уфа, Башкнигоиздат, 1989(на баш. яз.).
- Слезы. Повесть, рассказы. Уфа, Китап, 1992 (на баш. яз.).
- Божественный миг. Лирические и сатирические стихи. Уфа, «Китап», 1995, 240 с (на баш. яз.).

## Награды
Лауреат премии имени Гали Ибрагимова.
«Заслуженный работник культуры Республики Башкортостан».
Почетная грамота Республики Башкортостан.
26 августа 2014 года за активную общественную деятельность и внесённый вклад в патриотическое воспитание жителей города Ишимбая и Ишимбайского района присвоено звание «Почётный гражданин муниципального района Ишимбайский район»

## Отзывы
Видный филолог Ким Ахмедьянов в своей статье, посвященной первой книге Рифа Мифтахова, писал: «Поэт принадлежит к тому поколению, когда дети учили алфавит, читая треугольные письма. Для его лирического героя война не просто отстраненная трагедия, а событие, которое через переживания автора становится уроком на всю жизнь, остается в душе, как клятва».